# Jørgen Bender
Jørgen Bender (født 9. maj 1938 i København, død 10. september 1999) var en dansk modeskaber, der opnåede stor international anerkendelse.
Bender vidste allerede fra en tidlig alder at han ville være designer og kom som 14-årig i lære hos den danske Holger Blom. Her fik han en grundlægende uddannelse som designer og som 19-årig blev han Bloms højre hånd. Bender og Verner Enquist overtog Bloms virksomhed efter dennes død i 1965.
Bender var fra 1967 fast leverandør til kongehusetet, bl.a. dronning Margrethe og dronning Ingrid. Han har kreeret brudekjoler til dronning Anne-Marie, dronning Margrethe, prinsesse Benedikte, prinsesse Alexandra og prinsesse Alexandra af Sayn-Wittgenstein-Berleburg. Han har ligeledes syet store dele af dronning Ingrids og dronning Margrethes garderober, og han har også syet til Sveriges dronning Silvia og norske dronning Sonja.
I 1967 designede Jørgen Bender noget af tøjet til den danske film "Far laver sovsen".
Jørgen Bender blev Ridder af Dannebrog 1997.